# Filandia Elisa Pizzul
Filandia Elisa Pizzul (chính tả thay thế, Finlandia; cũng Filandia Pizzul de Mazzocco; sinh ngày 22 tháng 5 năm 1902; ngày chết chưa biết) là người phụ nữ đầu tiên tốt nghiệp từ một trường kiến trúc ở Argentina Bà đã tổ chức thư viện Khoa Kiến trúc của Buenos Aires và là giám đốc đầu tiên của nó. Một căn phòng được đặt tên theo bà.

## Tiểu sử
Pizzul sinh ra ở Buenos Aires ngày 22 tháng 5 năm 1902. Năm 1927, bà tốt nghiệp Trường Kiến trúc của Đại học Buenos Aires trở thành người phụ nữ đầu tiên ở nước mình giành được danh hiệu kiến trúc sư.
Năm 1928, bà bắt đầu sự nghiệp chuyên môn của mình với tư cách là trợ lý ủy viên của Ủy ban Tư vấn Điều dưỡng và Bệnh viện Quốc gia, sau đó là Bộ Ngoại giao, Tôn thờ và Từ thiện, trở thành người phụ nữ đầu tiên làm việc trong tổ chức này. Trong cùng năm đó, bà đã ghi danh vào một khóa học đại học do chi nhánh Hàng không dân dụng tổ chức, nhận được sự rút thăm của phi công số 181.
Trong sự nghiệp của cô ấy, cô ấy từng là giám Đốc của bảo Tồn hội Thảo và Bộ sức Khỏe Cộng đồng của các Dân tộc, bảo Tồn Tổng giám Đốc của Bộ Công Việc Văn phòng và cố vấn cho các Quốc gia giám Đốc của kiến Trúc.
Là một phi công, bà là một thành viên sáng lập và là chủ tịch của Trung tâm Hàng không Đại học, thành viên của Trung tâm Hàng không Dân dụng, thành viên sáng lập của Phòng Hàng không Argentina và là thành viên sáng lập Câu lạc bộ Trượt tuyết Albatros Argentina.
Bà chịu trách nhiệm chuẩn bị các bản thiết kế cho việc tạo ra Sân bay Jorge Newbery.
Về mặt học thuật, bà đã tổ chức thư viện Khoa Kiến trúc tại Đại học Buenos Aires và là giám đốc đầu tiên của nó; một căn phòng được đặt tên theo bà ấy.